# Syllepte candacalis
Syllepte candacalis là một loài bướm đêm trong họ Crambidae.